# TSV Germania Malsch
Der TSV 07 „Germania“ Malsch e.V., kurz TSV Germania Malsch, ist ein Sportverein aus der Gemeinde Malsch im Rhein-Neckar-Kreis in Baden-Württemberg.

## Geschichte
Der TSV 07 „Germania“ Malsch e.V. wurde 1907 gegründet und bietet die Sportarten Badminton, Gymnastik, Handball und Turnen an.

## Handball
Die Handballabteilung des TSV Germania Malsch hat eine lange Tradition. Ihren größten Erfolg hatten die TSV-Handballfrauen als ihnen zur Saison 1978/79 die Meisterschaft in der Regionalliga Süd, damals zweithöchste Liga sowie der Aufstieg in die 1. Handball-Bundesliga Frauen gelang und sich dort auch sechs Spielzeiten halten konnten. Die Männer stiegen 1980 in die zweithöchste Spielklasse auf. Seit 2022 spielen die Handballer des TSV in einer Spielgemeinschaft mit dem TSV 05 Rot als SG TSV Rot-Malsch.

### Erfolge
| Frauen - Aufstieg in die 1. Handball-Bundesliga 1979 - Aufstieg in die 2. Handball-Bundesliga 1988 - Süddeutscher Meister (2. Liga) 1979 - DHB-Pokal Viertelfinale 1978 - Meister Regionalliga Süd 1988 | Frauen - DHB-Pokal 2. Hauptrunde 1988/89 - Badischer Meister (3. Liga) 1976, 1977 - Badischer Meister (4. Liga) 1986, 1995 - Badischer Meister (5. Liga) 2011, 2012 - Deutscher Meister weibliche A-Jugend 1975 |

| Männer - Aufstieg in die Regionalliga Süd (2. Liga) 1980 - Aufstieg in die Badenliga (2. Liga) 1967 | Männer - Badischer Meister (3. Liga) 1980 - DHB-Pokal 2. Hauptrunde 1977, 1985 |

### Spielerpersönlichkeit
- Ulrich Schuppler (Handballnationalspieler)

## TSV Rot-Malsch
Seit 2022/23 ist die Handballabteilung des TSV Germania Malsch in einer Spielgemeinschaft mit dem TSV 05 Rot als TSV Rot-Malsch organisiert. Die SG nimmt mit vier Männermannschaften, drei Frauenteams und zehn Nachwuchsmannschaften am Spielbetrieb des Württembergischen Handballverbandes teil. Die erste Männermannschaft und das erste Frauenteam treten 2023/24 in der fünftklassigen Badenliga an.